# Výsadkářská brigáda

Prapor výsadkářské brigády

Výsadkářská brigáda (hebrejsky חֲטִיבַת הַצַּנְחָנִים‎, chativat ha-canchanim), známá také jako 35. brigáda, je výsadkářská brigáda v rámci Izraelských obranných sil (IOS), která tvoří největší část pěchotního sboru. Její historie se datuje do roku 1954. V současnosti se zapojuje zejména do protiteroristických operací.
Služba v této brigádě je dobrovolná a vyžaduje absolvování různých náročných fyzických a psychologických testů. IOS mají nezávisle na sobě tři rezervní výsadkářské brigády, sestávající z vojáků, kteří v této brigádě absolvovali svou základní vojenskou službu, a kterým je většinou od dvaceti do třiceti let (kromě důstojníků). Jedná se pravděpodobně o nejlépe trénované rezervní brigády IOS.

## Historie

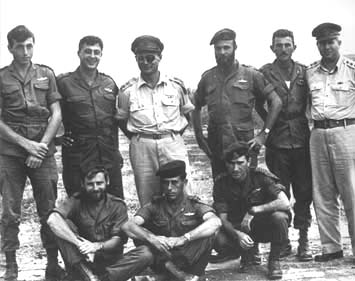
Náčelník Generálního štábu Moše Dajan (3. zleva nahoře) a vojáci 890. výsadkářské brigády; mezi nimi i Ariel Šaron (2. zleva nahoře)

Brigáda byla vytvořena počátkem roku 1954, když Moše Dajan z funkce náčelníka generálního štábu nechal sloučit jednotku 101 s 890. výsadkářskou brigádou, aby se vytvořila elitní pěchotní brigáda. Nová jednotka byla vybavena samopaly Uzi, které se staly jejich primární zbraní, neboť byly lehké a velikostně vyhovující, což byla základní vlastnost pro zbraň průzkumných jednotek a komandos.
Mezi cíle při utváření výsadkářské brigády patřilo:
1. Mít k dispozici elitní pěchotní jednotku.
2. Inovovat a vylepšit bojové dovednosti v rámci pěchotních jednotek.
3. Vychovat budoucí generaci vojenských velitelů a důstojníků.

Prvním velitelem brigády výsadkářů se stal Ariel Šaron.
Výsadkářská brigáda měla pouze jeden operační bojový seskok, a to během sinajské války v roce 1956. Během šestidenní války v roce 1967 se brigáda zúčastnila společně s Jeruzalémskou brigádou, brigádou Harel za dělostřelecké podpory dobytí Jeruzaléma. Byli to právě výsadkáři, kteří se zmocnili Západní zdi a Chrámové hory. Tato událost je většinou Izraelců považována za „historickou“ a za „vrchol války,“ především kvůli posvátnosti těchto míst pro židovský národ.
V následujících letech z brigády vzešlo mnoho náčelníků Generálního štábu, včetně Šaula Mofaze či Moše Ja'alona.

## Struktura a insignie

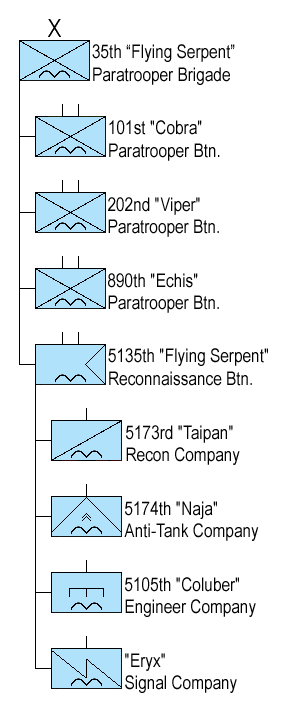
Struktura brigády

Brigáda sestává ze tří stálých praporů, z nichž každý má v názvu jedovatého hada. Prvním je 101. prapor připomínající jednotku 101. Druhým je 202. prapor, který byl pojmenován po vzoru předešlého praporu. Třetím je pak 890. prapor, při jehož označení se vycházelo z původního číselného označení výsadkářské brigády. V rámci výsadkářské brigády existuje ještě prapor Jachsar (prapor speciálních jednotek sajeret), který se jmenuje Jachsar Canchanim, a který je pod přímým velením brigádního velitelství.
Vojáci výsadkářské brigády mají kaštanové barety, výsadkářská křídla, červeno-hnědé kožené boty a zvláštní výsadkářskou uniformu (Jerkit), která se mírně liší od klasických uniforem pozemních sil.

### Jednotky
- 101. prapor „Patan“
- 202. prapor „Cafa“
- 890. prapor „Efa“
- Jachsar Canchanim – prapor speciálních jednotek sajeret
  - Palsar Canchanim – jednotka sajeret určená pro průzkum a protiteroristické operace
  - Orev Canchanim – jednotka sajeret vybavená těžkými protitankovými zbraněmi
  - Palchan Canchanim – jednotka sajeret určená pro demolice a ženijní činnost